# Brachystegia angustistipulata
Brachystegia angustistipulata är en ärtväxtart som beskrevs av De Wild. Brachystegia angustistipulata ingår i släktet Brachystegia och familjen ärtväxter. IUCN kategoriserar arten globalt som livskraftig. Inga underarter finns listade i Catalogue of Life.